# Scarlet Records
La Scarlet Records è un'etichetta discografica italiana specializzata nel genere hard rock e metal fondata nel 1998. È una divisione della BL Music Sas.

## Artisti sotto contratto

### Attuali
- Almah
- Atlas Pain[1]
- Bulldozer
- Dark Moor[2]
- Deathless Legacy
- Degrees of Truth[3]
- DGM
- Ecnephias[4]
- Eldritch[5]
- Ethersens[6]
- Evenoire
- Extrema[7]
- Frozen Crown
- Furor Gallico
- Game Over
- Hell in the Club[8]
- Highlord
- Kayser[9]
- Kaledon
- Killing Touch
- Kingcrow
- Labyrinth[10]
- Malfeitor[11]
- Mastercastle[12]
- National Suicide
- Michele Luppi
- Necrodeath
- Oceans of Sadness[13]
- Odyssea[14]
- Operatika[15]
- Phaze I
- PlanetHard[16]
- Sadist
- Sawthis[17]
- Scamp[18]
- Schizo[19]
- Shaman[20]
- Secret Sphere[21]
- Sinheresy
- SkeleToon
- Skyclad
- Slowmotion Apocalypse
- Spice and the RJ Band
- Stormlord
- Temperance
- Terror 2000
- Thy Majestie[22]
- Trick or Treat
- Ulvedharr
- Vision Divine
- Volturian[23]
- Wind Rose
- Wuthering Heights
- Vexillum (gruppo musicale)[24]

### Passati
- Aborym
- Barcode
- Bloodshot
- Bokor
- Disarmonia Mundi
- Adversam
- Agent Steel
- Allhelluja
- Arachnes
- Art Inferno
- Arthemis[25]
- Blinded Colony
- Broken Arrow
- Cadaveria
- Cayne
- Centurion
- Dakrua
- Damned Nation
- Dark Avenger
- Daemonia
- Demia[26]
- Diabolical
- Divine Souls
- Dominance[27]
- Dragon Hammer
- Eterna
- Evildoer[28]
- Fifth Reason
- Frequency[29]
- Georgian Skull[30]
- Heimdall
- Idols are Dead[31]
- Inrage
- Invocator
- Lods of Decadence
- Loss[non chiaro]
- Manticora
- Hatesphere
- Neglected Fields
- Nightshade
- Node
- Odyssea
- Oracle Sun
- Olympons Mons[32]
- Platitude
- Raza de Odio
- Requiem
- Revolution Renaissance
- Rosae Crucis
- Seethings
- Seven Seraphim
- SmaXone
- Subzero
- The Defaced
- The Provenance
- Thoten
- The Ring
- Withering Surface
- Xteria